# Livia Renata Souza
Livia Renata Souza (ur. 11 marca 1991 w Araraquara) – brazylijska zawodniczka mieszanych sztuk walki, mistrzyni organizacji Invicta Fighting Championships w wadze słomkowej z 2015. Uznawana za numer 1 kat. słomkowej poza organizacją UFC. Posiada czarny pas w brazylijskim jiu-jitsu.

## Osiągnięcia

### Mieszane sztuki walki
- 2013: mistrzyni Predador FC  w wadze muszej
- 2013: mistrzyni Costa Combat MMA w wadze słomkowej
- 2014: mistrzyni XFMMA w wadze słomkowej
- 2014: mistrzyni Talent MMA Circuit w wadze słomkowej
- 2015-2016: mistrzyni Invicta Fighting Championships w wadze słomkowej

## Lista zawodowych walk w MMA
| Wynik     | Bilans | Przeciwnik (bilans przed walką) | Rozstrzygnięcie                             | Runda | Czas | Gala                                     | Data       | Miejsce     | Uwagi                                                                                           |
| --------- | ------ | ------------------------------- | ------------------------------------------- | ----- | ---- | ---------------------------------------- | ---------- | ----------- | ----------------------------------------------------------------------------------------------- |
| Przegrana | 14-4   | Randa Markos (10-11-1)          | Decyzja (jednogłośna)                       | 3     | 5:00 | UFC Fight Night: Costa vs. Vettori       | 23.10.2021 | Las Vegas   |                                                                                                 |
| Przegrana | 14-3   | Amanda Lemos (8-1-1)            | TKO (prawy prosty i ciosy w parterze)       | 1     | 3:39 | UFC 259                                  | 06.03.2021 | Las Vegas   |                                                                                                 |
| Wygrana   | 14-2   | Ashley Yoder (7-5)              | Decyzja (jednogłośna)                       | 3     | 5:00 | UFC 252                                  | 15.08.2020 | Las Vegas   |                                                                                                 |
| Przegrana | 13-2   | Brianna Van Buren (8-2)         | Decyzja (jednogłośna)                       | 3     | 5:00 | UFC on ESPN: de Randamie vs. Ladd        | 13.07.2019 | Sacramento  |                                                                                                 |
| Wygrana   | 13-1   | Sarah Frota (9-0)               | Decyzja (niejednogłośna)                    | 3     | 5:00 | UFC Fight Night: Assunção vs. Moraes 2   | 02.02.2019 | Fortaleza   | Limit umowny do 55,8 kg. Frota nie wykonała limitu wagowego                                     |
| Wygrana   | 12-1   | Alex Chambers (5-4)             | Poddanie (duszenie gilotynowe)              | 1     | 1:21 | UFC Fight Night: Santos vs. Anders       | 22.09.2018 | São Paulo   | Debiut w UFC                                                                                    |
| Wygrana   | 11-1   | Janaisa Morandin (9-0)          | Decyzja (jednogłośna)                       | 3     | 5:00 | Invicta FC 25: Kunitskaya vs. Pa'aluhi   | 21.08.2017 | Lemoore     | Bonus za walkę wieczoru                                                                         |
| Wygrana   | 10-1   | Ayaka Hamasaki (14-1)           | KO (ciosy pięściami)                        | 1     | 1:41 | Invicta FC 22: Evinger vs. Kunitskaya II | 25.03.2017 | Kansas City | Bonus za występ wieczoru                                                                        |
| Przegrana | 9-1    | Angela Hill (4-2)               | Decyzja (niejednogłośna)                    | 5     | 5:00 | Invicta FC 17: Evinger vs. Schneider     | 07.05.2016 | Costa Mesa  | Straciła mistrzostwo Invicta Fighting Championships w wadze słomkowej                           |
| Wygrana   | 9-0    | DeAnna Bennett (8-0)            | TKO (kopnięcie na korpus i uderzenia)       | 1     | 1:30 | Invicta FC 15: Cyborg vs. Ibragimova     | 16.01.2016 | Costa Mesa  | Obroniła mistrzostwo Invicta Fighting Championships w wadze słomkowej. Bonus za występ wieczoru |
| Wygrana   | 8-0    | Katja Kankaanpää (10-1-1)       | Poddanie (duszenie trójkątne rękoma)        | 4     | 3:58 | Invicta FC 12: Kankaanpää vs. Souza      | 24.04.2015 | Kansas City | Zdobyła mistrzostwo Invicta Fighting Championships w wadze słomkowej. Bonus za występ wieczoru  |
| Wygrana   | 7-0    | Camila Lima (7-4)               | Poddanie (duszenie zza pleców)              | 1     | 0:47 | Talent MMA Circuit 12: Campinas 2014     | 20.09.2014 | São Paulo   | Zdobyła mistrzostwo Talent MMA Circuit w wadze słomkowej                                        |
| Wygrana   | 6-0    | Edlane Franca Godoy (1-2)       | Poddanie (dźwignia prosta na staw łokciowy) | 1     | 4:01 | XFMMA 9                                  | 21.08.2014 | São Paulo   | Zdobyła mistrzostwo XFMMA w wadze słomkowej                                                     |
| Wygrana   | 5-0    | Bianca Reis (1-1)               | Poddanie (duszenie trójkątne rękoma)        | 1     | 0:42 | Costa Combat MMA                         | 14.12.2013 | São Paulo   | Zdobyła mistrzostwo Costa Combat MMA w wadze słomkowej                                          |
| Wygrana   | 4-0    | Aline Sattelmayer (3-3)         | Decyzja (jednogłośna)                       | 3     | 5:00 | Talent MMA Circuit 4: Itatiba 2013       | 26.10.2013 | São Paulo   |                                                                                                 |
| Wygrana   | 3-0    | Andressa Rocha (3-0)            | Poddanie (dźwignia prosta na staw łokciowy) | 2     | 4:02 | PFC 24                                   | 09.08.2013 | São Paulo   | Zdobyła mistrzostwo Predador FC w wadze muszej                                                  |
| Wygrana   | 2-0    | Aline Sattelmayer (2-2)         | Poddanie (skrętówka)                        | 1     | 0:24 | XFMMA 26                                 | 27.07.2013 | São Paulo   |                                                                                                 |
| Wygrana   | 1-0    | Cindia Candela Faria (0-4)      | Poddanie (dźwignia prosta na staw łokciowy) | 1     | 2:35 | PFC 23                                   | 09.03.2013 | São Paulo   | Debiut w MMA                                                                                    |